# Primera División 2018 (Cile)
La Primera División de Chile 2018, conosciuta anche con il nome Campeonato Nacional Scotiabank 2018 per ragioni di sponsor, è stata la 102ª edizione della massima serie calcistica del Cile, organizzata dalla federazione cilena. Al campionato partecipano 16 squadre, che si affrontano in un girone all'italiana con andata e ritorno. Il campionato è iniziato il 2 febbraio 2018, concludendosi il 2 dicembre dello stesso anno. La classifica finale determina le squadre classificate alle coppe internazionali (Coppa Libertadores e Coppa Sudamericana) e le squadre che retrocedono nella categoria inferiore.

## Squadre partecipanti
| Club                 | Città             | Stadio                          | Posti  | 2017      |
| -------------------- | ----------------- | ------------------------------- | ------ | --------- |
| Audax Italiano       | Santiago del Cile | Bicentenario de La Florida      | 12.000 | 6°        |
| Colo-Colo            | Santiago del Cile | Monumental David Arellano       | 47.347 | 1°        |
| Curicó Unido         | Curicó            | La Granja                       | 8.000  | 12°       |
| Dep. Antofagasta     | Antofagasta       | Regional de Antofagasta         | 21.178 | 3°        |
| Dep. Iquique         | Iquique           | Municipal de Cavancha           | 5.500  | 15°       |
| Deportes Temuco      | Temuco            | Estadio Germán Becker           | 18.500 | 8°        |
| Everton              | Viña del Mar      | Sausalito                       | 23.423 | 5°        |
| Huachipato           | Talcahuano        | Huachipato - Cap Azero          | 10.579 | 9°        |
| O'Higgins            | Rancagua          | El Teniente                     | 15.600 | 16°       |
| Palestino            | La Cisterna       | Municipal de La Cisterna        | 12.000 | 14°       |
| San Luis de Quillota | Quillota          | Lucio Fariña Fernández          | 7.703  | 10°       |
| Unión Española       | Santiago del Cile | Santa Laura-Universidad SEK     | 25.000 | 2°        |
| Unión La Calera      | La Calera         | Municipal Nicolás Chahuán Nazar | 9.200  | Primera B |
| Universidad Católica | Santiago del Cile | Stadio San Carlos de Apoquindo  | 20.000 | 11°       |
| Universidad de Chile | Santiago del Cile | Nacional de Chile               | 48.665 | 4°        |
| Univ. de Concepción  | Concepción        | Municipal de Concepción         | 35.000 | 7°        |

## Classifica
|                 | Pos. | Squadra              | Pt | G  | V  | N  | P  | GF | GS | DR  |
| --------------- | ---- | -------------------- | -- | -- | -- | -- | -- | -- | -- | --- |
| Cile (bandiera) | 1.   | Universidad Católica | 60 | 30 | 17 | 10 | 3  | 39 | 25 | +14 |
|                 | 2.   | Univ. de Concepción  | 58 | 30 | 18 | 4  | 8  | 44 | 31 | +13 |
|                 | 3.   | Universidad de Chile | 57 | 30 | 18 | 3  | 9  | 46 | 37 | +9  |
|                 | 4.   | Dep. Antofagasta     | 53 | 30 | 14 | 11 | 5  | 48 | 33 | +15 |
|                 | 5.   | Colo-Colo            | 43 | 30 | 12 | 7  | 11 | 40 | 38 | +2  |
|                 | 6.   | Unión La Calera      | 43 | 30 | 13 | 4  | 13 | 38 | 38 | 0   |
|                 | 7.   | Unión Española       | 41 | 30 | 9  | 14 | 7  | 44 | 42 | +2  |
|                 | 8.   | O'Higgins            | 41 | 30 | 12 | 5  | 13 | 41 | 41 | 0   |
|                 | 9.   | Huachipato           | 39 | 30 | 10 | 9  | 11 | 39 | 32 | +7  |
|                 | 10.  | Audax Italiano       | 34 | 30 | 8  | 10 | 12 | 40 | 40 | 0   |
|                 | 11.  | Everton              | 34 | 30 | 9  | 7  | 14 | 39 | 44 | -5  |
|                 | 12.  | Curicó Unido         | 34 | 30 | 8  | 10 | 12 | 35 | 40 | −5  |
| [ 1 ]           | 13.  | Palestino            | 32 | 30 | 7  | 11 | 12 | 41 | 45 | −4  |
|                 | 14.  | Dep. Iquique         | 32 | 30 | 7  | 11 | 12 | 34 | 42 | −8  |
|                 | 15.  | Deportes Temuco      | 28 | 30 | 6  | 10 | 14 | 29 | 45 | −16 |
|                 | 16.  | San Luis de Quillota | 28 | 30 | 5  | 8  | 17 | 24 | 48 | −24 |

|  | Campione. Qualificata alla fase a gironi della Coppa Libertadores 2019 |
|  | Qualificata alla fase a gironi della Coppa Libertadores 2019           |
|  | Qualificata per il secondo turno della Coppa Libertadores 2019         |
|  | Qualificata per il primo turno della Coppa Sudamericana 2019           |
|  | Retrocessa alla Primera B 2019                                         |

### Classifica marcatori
| Gol |  |  | Giocatore           | Squadra              |
| --- |  |  | ------------------- | -------------------- |
| 19  |  |  | Esteban Paredes     | Colo-Colo            |
| 15  |  |  | Gabriel Torres      | Huachipato           |
| 14  |  |  | Matías Campos López | Palestino            |
| 14  |  |  | Tobías Figueroa     | Unión Española       |
| 13  |  |  | Eduard Bello        | Deportes Antofagasta |
| 12  |  |  | Patricio Rubio      | Everton              |
| 11  |  |  | Mauro Caballero     | San Luis             |
| 11  |  |  | Brian Fernández     | Union La Calera      |
| 11  |  |  | Javier Parraguez    | Huachipato           |
| 9   |  |  | Ricardo Blanco      | Curicó Unido         |
| 9   |  |  | Sergio Santos       | Audax Italiano       |